# ۹۷۱ (میلادی)
۹۷۱ (میلادی) نهصد و هفتاد و یکمین سال تقویم میلادی است.

## درگذشتگان
‎